# Julien Stappers
Julien Stappers, né à Chênée (Liège) le 9 août 1881 et mort à Woluwe-Saint-Pierre (Bruxelles) le 17 avril 1960, est un artiste peintre belge spécialiste des paysages et des floralies. 

## Biographie
Julien Eugène Marie Joseph Stappers, né à Chênée le 9 août 1881, est le fils de Léopold Stappers, professeur de musique, et de Marie Bormans. Il était marié à Caroline de Schutter qui lui a donné deux enfants.
Il habite pendant ses années de jeunesse à Chênée, Grâce Berleur et Hasselt. Il déménage ensuite à Anvers où il suit une formation d'artiste peintre à l'Académie royale des beaux-arts d'Anvers de 1894 à 1899, comme élève d'Albrecht De Vriendt. Il termine ses études à l'Institut supérieur des beaux-arts d'Anvers de 1899 à 1901. À partir de 1901, il déménage à Bruxelles.
Il participe à sa première exposition en 1903. D'une grande précision, il peint avec délicatesse de nombreuses floralies (roses, anémones, jonquilles, symphorines, centaurées, mimosas, digitales, pensées, etc.) et sites où il met en valeur les jeux de lumière en Belgique (Bruges), Algérie, Tunisie, France (Provence et Côte d'azur) et Italie. D'une nature poétique, il recherchait les atmosphères, la lumière, les couleurs et des tons vifs dans ses peintures. D'une facture classique et réaliste, il reste fidèle tout au long de sa vie à ses choix picturaux en marge des courants artistiques de son époque. Son style idéalisé était notamment très apprécié de l'aristocratie bruxelloise.

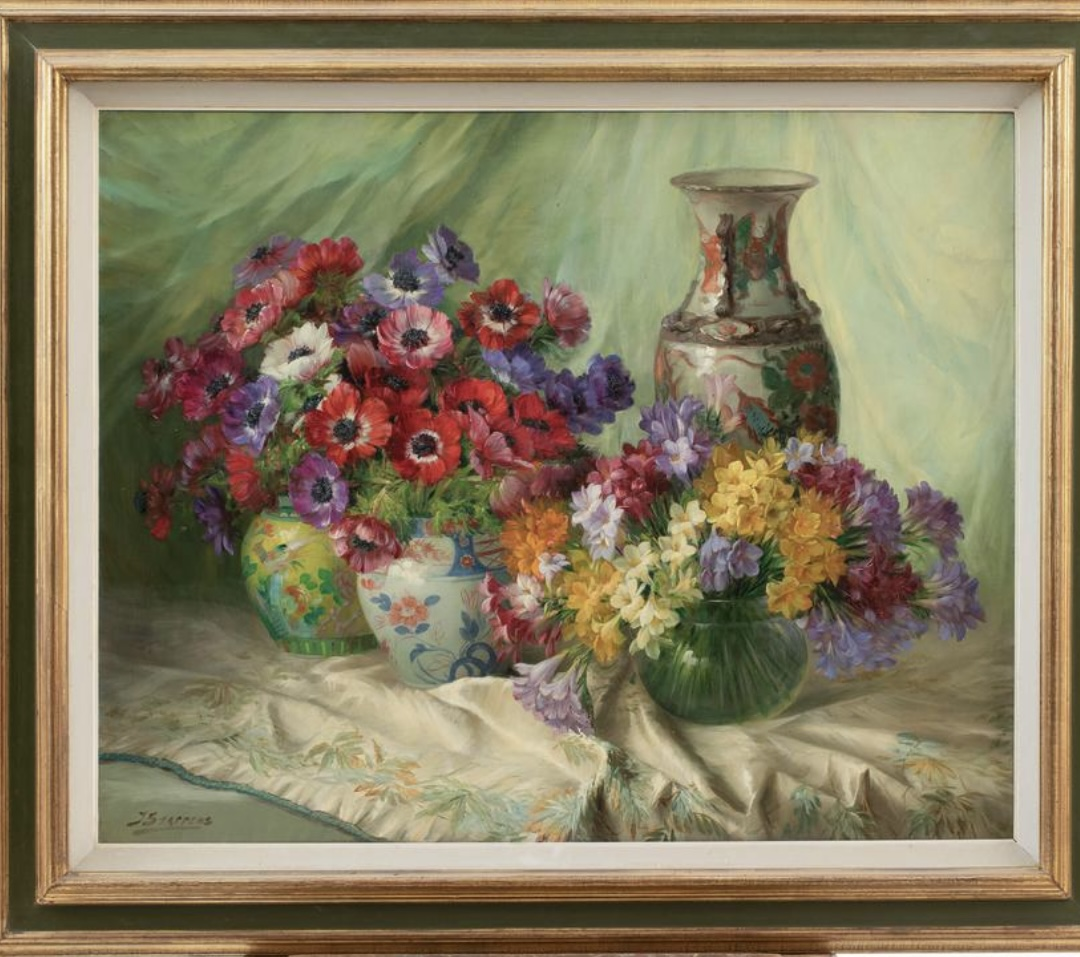
Anémones et frésias.

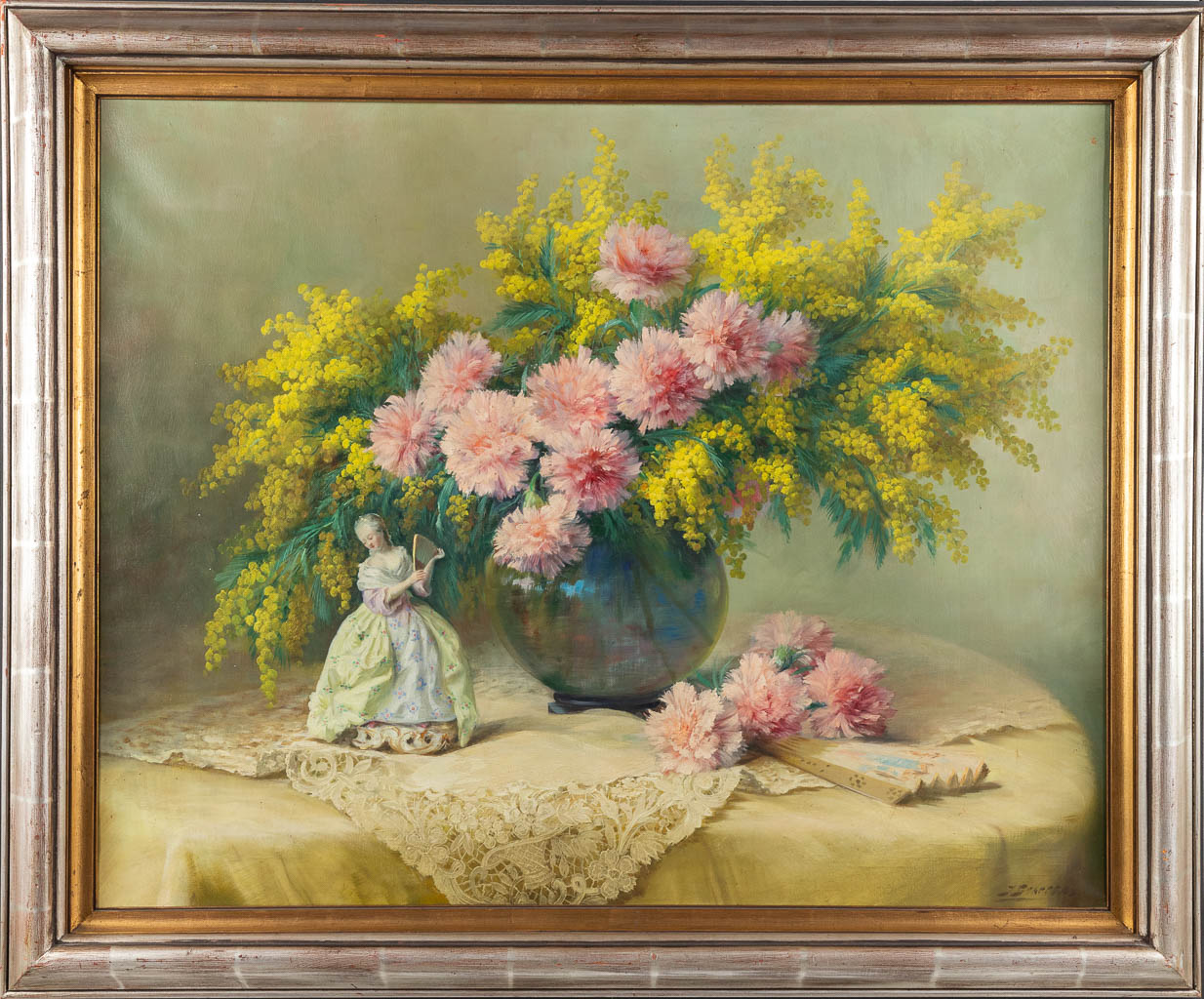
Mimosas et œillets.

Il a notamment exposé à Bruxelles (galeries Portenaert, Rubens, Le Studio, salon des Arts et Métiers), Bruges (salle Memlinc), Saint-Nicolas, Anvers, Gand (galerie Jordaens, Kunstsalon Hôtel Britannia, salle Taets), Louvain, Mons (galerie Lucidel) et à Liège (Cercle des beaux-arts).
À la suite de son décès le 17 avril 1960 à Woluwe-Saint-Pierre, il reçoit des funérailles à l'église Saint-Clément de Hoeilaart.

## Sélection d'œuvres
- Anémones et frésias.
- 1927 : Derniers rayons.
- 1927 : Aube.
- 1927 : La rade.
- 1927 : Après la pluie.
- 1930 : Rade d'Alger.
- 1930 : Un vieux Porche.
- 1930 : Nuit claire.
- 1930 : Oasis de Bou Saada.
- 1934 : L'Heure dorée (Villefranche).
- 1934 : Roses.
- 1934 : Côte d'azur.
- 1936 : Roseraies.
- 1936 : Pont de Sospel.
- 1936 : Madone en Flandre.
- 1937 : Physalis et Lunaires.
- 1937 : Capucines.
- 1937 : Coquelicots.